# James R. Toberman

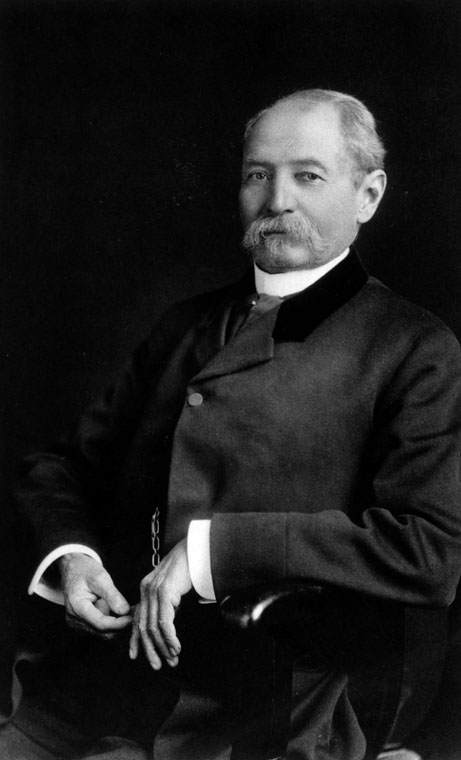
James R. Toberman

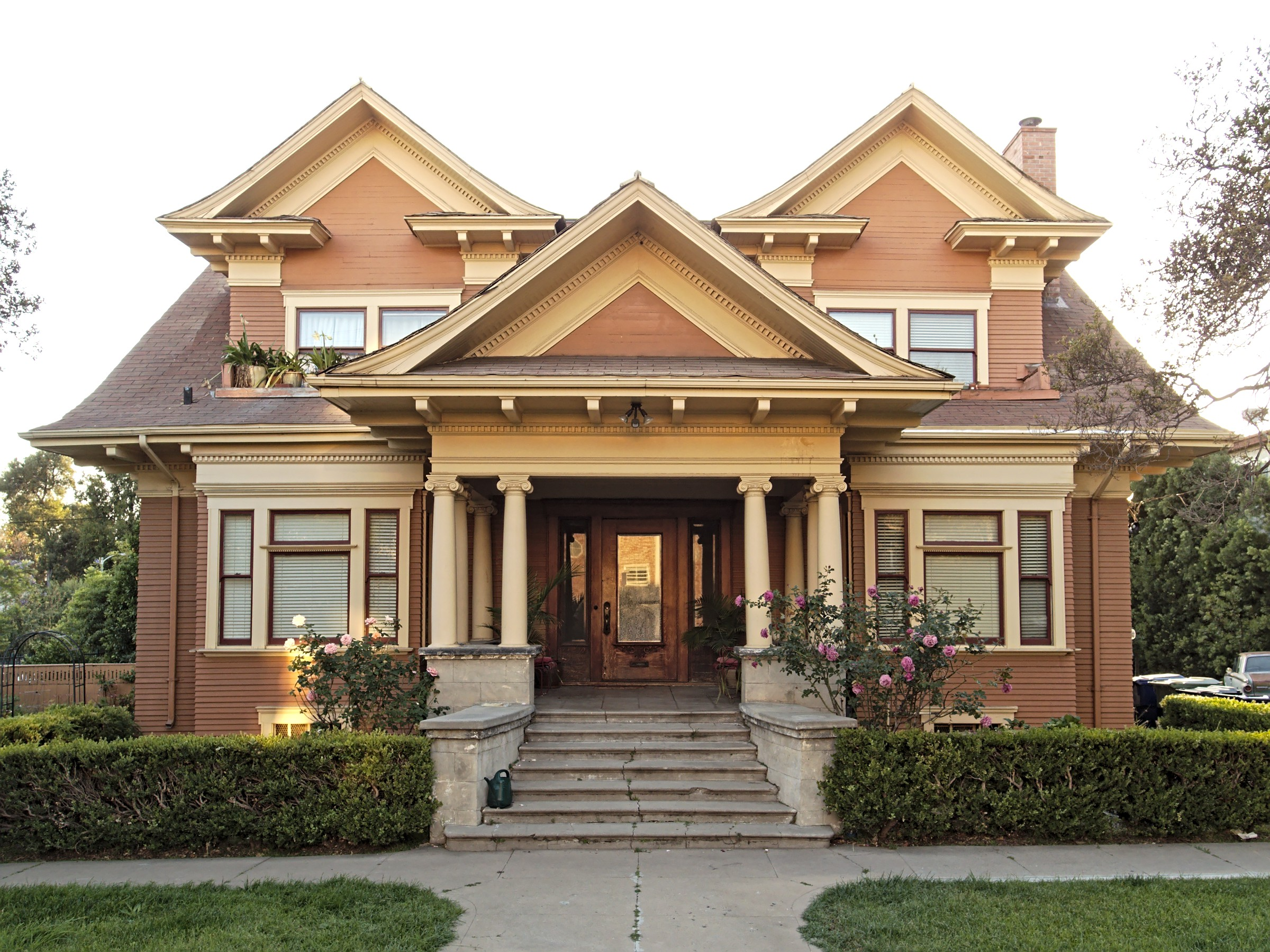
Wohnhaus von James R. Toberman in Los Feliz, 1749 Harvard Boulevard, erbaut um 1907

James Robert Toberman (* 22. Juni 1836; † 26. Januar 1911 in Los Angeles, Kalifornien) war ein US-amerikanischer Politiker. Zwischen 1872 und 1874 sowie nochmals von 1878 bis 1882 war er Bürgermeister der Stadt Los Angeles.

## Werdegang
Über die Jugend und Schulausbildung von James Toberman ist nichts überliefert. Auch sein Geburtsort wird in den Quellen nicht angegeben. Im Jahr 1864 kam er nach Los Angeles, wo er als Revenue Assessor für die Bundessteuerbehörde arbeitete. Außerdem war er sechs Jahre lang als Agent für die Firma Wells Fargo tätig. Politisch schloss er sich der Demokratischen Partei an. Im Februar 1870 wurde er in den Stadtrat von Los Angeles gewählt.
1872 wurde Toberman zum Bürgermeister der Stadt gewählt. Dieses Amt bekleidete er zwischen dem 5. Dezember 1872 und dem 18. Dezember 1874 sowie nach einer erneuten Wahl zwischen dem 5. Dezember 1878 und dem 9. Dezember 1882. Er arbeitete an der Verbesserung der Infrastruktur der Stadt, vor allem in der Wasserversorgung und dem Abwassersystem sowie mit dem ersten Plan für eine Straßenbahn. Im Jahr 1882 begann die Zeit der elektrischen Straßenbeleuchtung in Los Angeles. Damals entstanden unter anderem  auch die Handelskammer der Stadt und die Los Angeles Normal School, aus der später die Niederlassung der University of California hervorging. Durch eine gute Haushaltspolitik schaffte es Toberman nicht nur, die Verschuldung der Stadt abzubauen, sondern einen Überschuss von 25.000 Dollar in der Stadtkasse zu erwirtschaften. Nach dem Ende seiner Zeit als Bürgermeister ist er politisch nicht mehr in Erscheinung getreten. 
Er wohnte zuletzt im Prominenten-Viertel Los Feliz und starb am 26. Januar 1911.